# Lee Peltier
Lee Peltier (Liverpool, 11 de diciembre de 1986) es un exfutbolista inglés que jugaba de defensa.

## Selección nacional
Fue internacional con la selección de fútbol sub-18 de Inglaterra.[cita requerida]

## Clubes
| Club                             | País       | Año       |
| -------------------------------- | ---------- | --------- |
| Liverpool F. C.                  | Inglaterra | 2006-2007 |
| Hull City A. F. C. (cedido)      | Inglaterra | 2007      |
| Yeovil Town F. C.                | Inglaterra | 2007-2009 |
| Huddersfield Town A. F. C.       | Inglaterra | 2009-2011 |
| Leicester City F. C.             | Inglaterra | 2011-2012 |
| Leeds United F. C.               | Inglaterra | 2012-2014 |
| Nottingham Forest F. C. (cedido) | Inglaterra | 2014      |
| Huddersfield Town A. F. C.       | Inglaterra | 2014-2015 |
| Cardiff City F. C.               | Gales      | 2015-2020 |
| West Bromwich Albion F. C.       | Inglaterra | 2020-2021 |
| Middlesbrough F. C.              | Inglaterra | 2021-2022 |
| Rotherham United F. C.           | Inglaterra | 2022-2024 |